# Eryx whitakeri
Eryx whitakeri là một loài rắn trong họ Boidae. Loài này được Das mô tả khoa học đầu tiên năm 1991.

## Hình ảnh

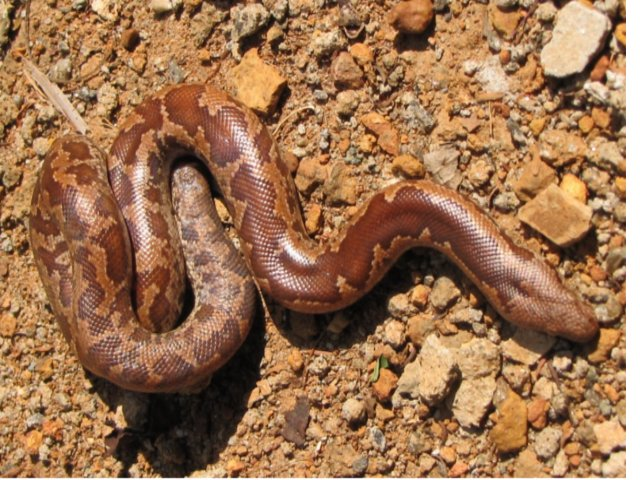
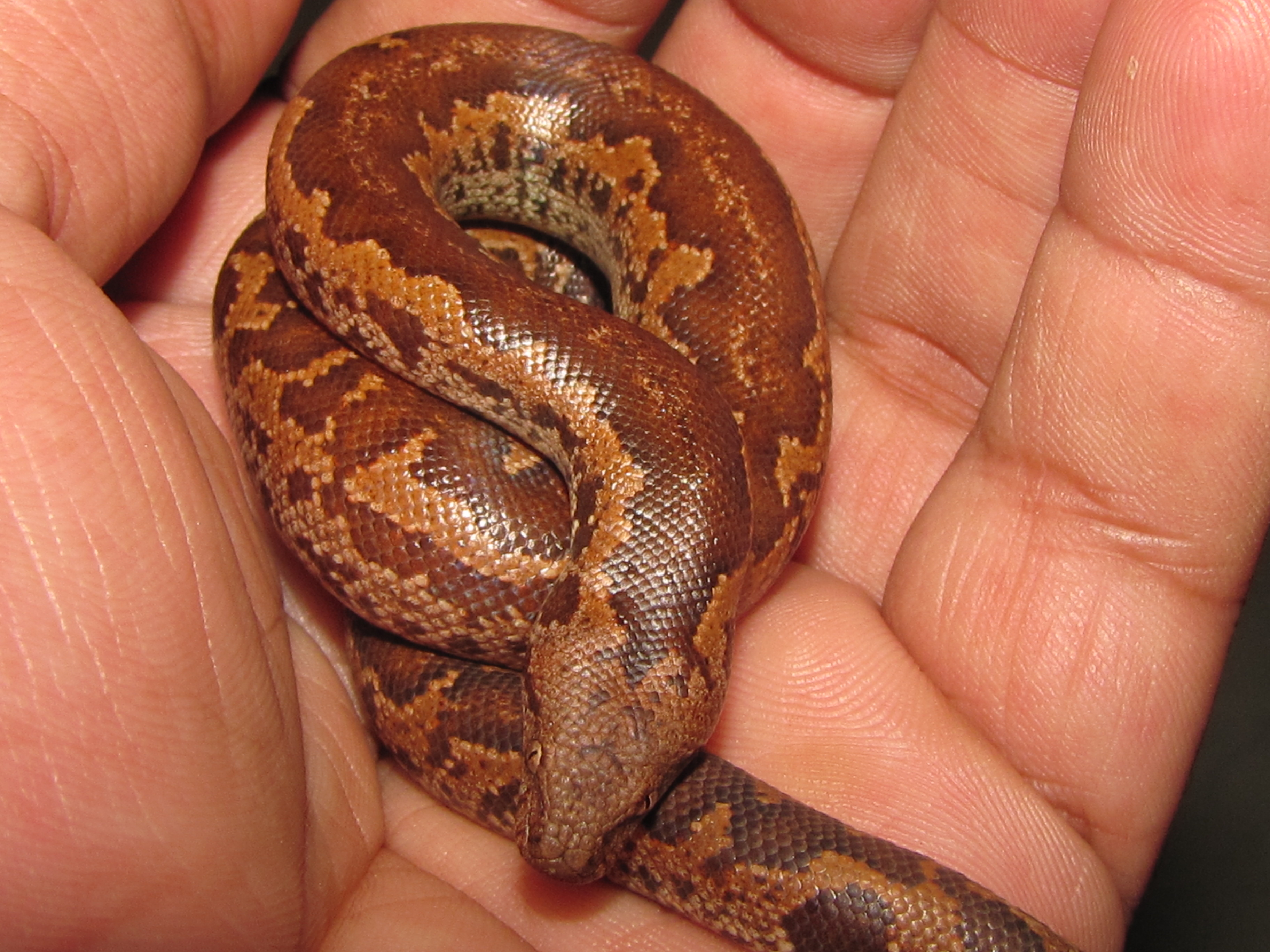
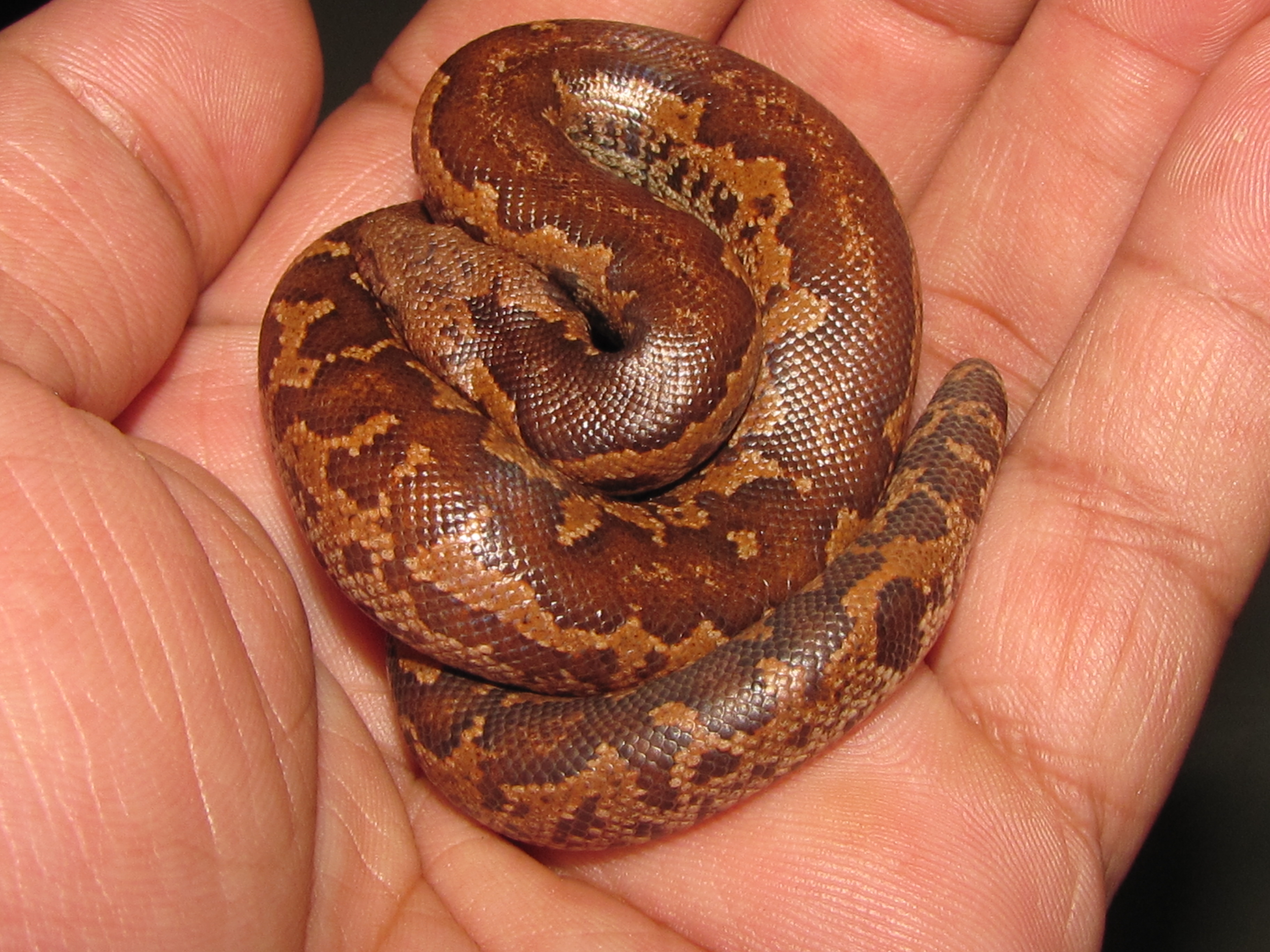
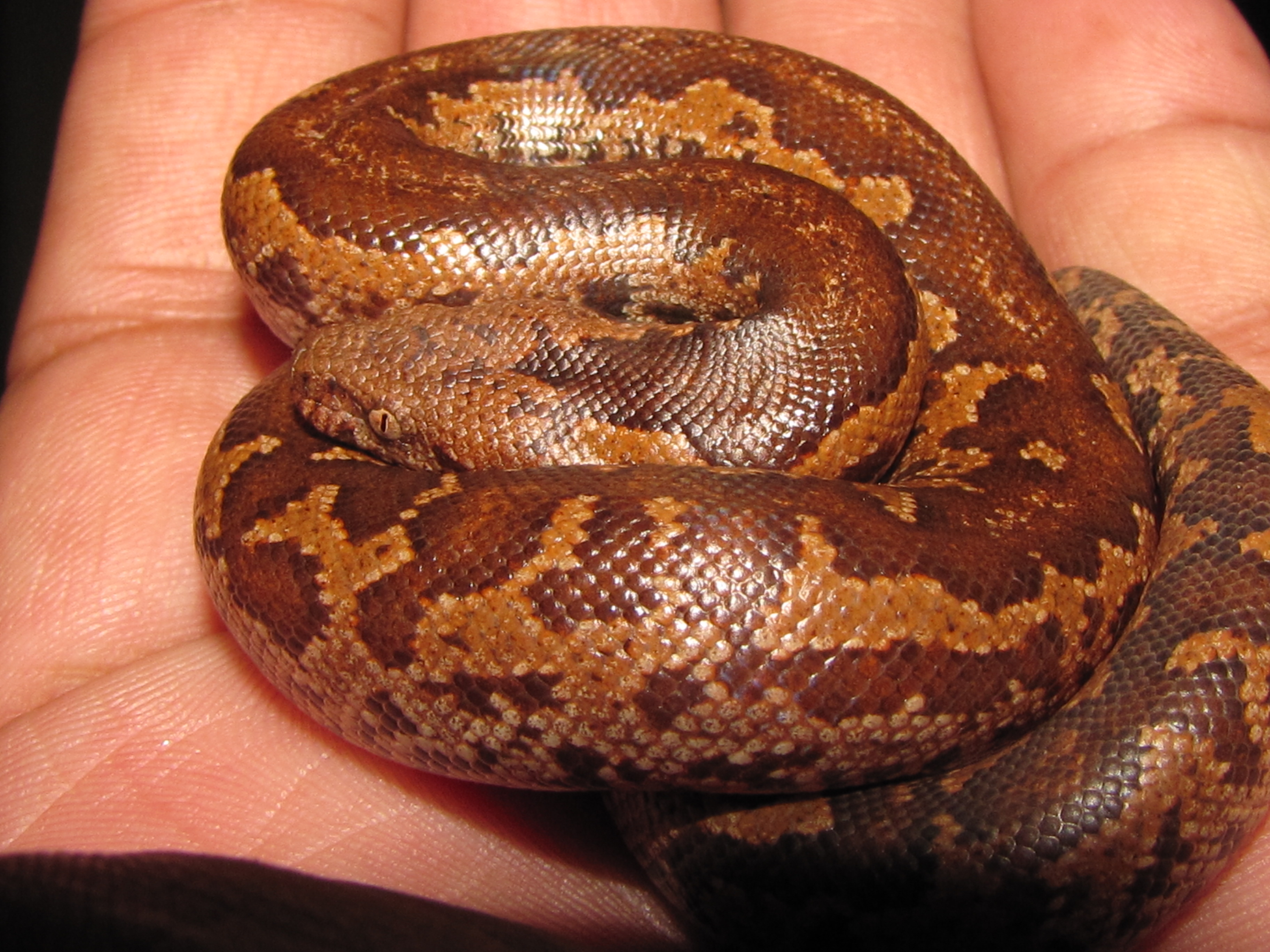